# Jens Lerbom
Jens Lerbom, Jens Patric Lerbom, född 12 mars 1964 i Visby på Gotland, är en svensk historiker. Han är son till konstnären Lars Lerbom.